# John Cheever
John William Cheever (27 de maig 1912 - 18 de juny 1982) fou un escriptor estatunidenc de contes i novel·les, conegut també amb el sobrenom del "Txékhov dels suburbis".
Les seves històries transcorren a l'Upper East Side de Manhattan, als suburbis de Westchester, Nova York, a antics pobles de Nova Anglaterra inspirats a algunes ciutats de la zona de South Shore, Massachusetts al voltant de Quincy, Massachusetts, on va néixer, i a Itàlia, especialment a Roma. Actualment és considerat com un dels contistes més importants del segle xx. Tot i que Cheever és recordat sobretot pels seus contes (com La ràdio enorme, Adéu, germà, El tren de les cinc quaranta-vuit, El marit rural i El nedador, també va escriure novel·les com The Wapshot Chronicle (National Book Award, 1958), The Wapshot Scandal (William Dean Howells Medal, 1965), Bullet Park (1969), i Falconer (1977).
Els seus temes principals inclouen la dualitat de la naturalesa humana: algunes vegades dramatitzada com la disparitat entre la persona social decorosa i la corrupció interior, i altres vegades com un conflicte entre dos caràcters (sovint germans) que encarnen els aspectes més destacats d'ambdós: llum i foscor, carn i esperit. Moltes de les seves obres també expressen una nostàlgia per una forma de vida que es perd, caracteritzat per unes tradicions culturals i un profund sentit de comunitat, oposat a l'alineació del nomadisme dels moderns suburbis.
Una ampli aplec dels seus contes, The Stories of John Cheever (traduït al català com a Contes), va guanyar l'any 1979 el Premi Pulitzer i el Premi del Cercle de Crítics (Book Critics Circle Award). El 27 d'abril de 1982, sis setmanes abans de la seva mort, Cheever va ser guardonat amb la National Medal for Literature per l'Acadèmia Americana de les Arts i les Lletres (American Academy of Arts and Letters).

## Publicacions
- The Way Some People Live (contes, 1943)
- The Enormous Radio and Other Stories (contes, 1953)
- Stories (amb Jean Stafford, Daniel Fuchs, i William Maxwell) (contes, 1956)
- The Wapshot Chronicle (novel·la, 1957)
- The Housebreaker of Shady Hill and Other Stories (contes, 1958)
- Some People, Places and Things That Will Not Appear In My Next Novel (contes, 1961)
- The Wapshot Scandal (novel·la, 1964)
- The Brigadier and the Golf Widow (contes, 1964)
- Bullet Park (novel·la, 1969)
- The World of Apples (contes, 1973)
- Falconer (novel·la, 1977)
- The Stories of John Cheever (contes, 1978)
- Oh, What a Paradise It Seems (novel·la, 1982)
- The Letters of John Cheever, editat per Benjamin Cheever (1988)
- The Journals of John Cheever (1991)
- Collected Stories & Other Writings (contes, 2009)
- Complete Novels (novel·les, 2009)

## Traduccions al català
- Contes. Traducció de Jordi Martín Lloret. Barcelona: Proa, 2007 (A tot vent, 464)
- Falconer. Traducció de Jordi Martín Lloret. Barcelona: Proa, 2008 (A tot vent, 494)
- Això sembla el paradís!. Traducció de Jordi Martín Lloret. Barcelona: Viena Edicions, 2009 (El cercle de Viena, 13)
- El nedador. Traducció d'Esther Tallada. Barcelona: Cal Carré, 2023